# Joanne Simpson
Joanne Simpson (abans Joanne Malkus, nascuda Joanne Gerould; 23 de març de 1923 - 4 de març de 2010) va ser la primera dona als Estats Units a rebre un doctorat en meteorologia, que va rebre el 1949 de la Universitat de Chicago. Simpson va rebre tant els seus títols de grau com de postgrau a la Universitat de Chicago, i va fer treballs postdoctorals al Dartmouth College. Simpson va ser membre de l'Acadèmia Nacional d'Enginyeria i va ensenyar i investigar meteorologia a nombroses universitats, així com al govern federal. Simpson va contribuir a moltes àrees de les ciències de l'atmosfera, especialment en el camp de la meteorologia tropical. Ha investigat torres calentes, huracans, vents alisis, interaccions aire-mar i ha ajudat a desenvolupar la missió de mesura de la pluja tropical (TRMM).

## Vida acadèmica
La seva carrera docent i investigadora a les universitats inclou temps a la Universitat de Chicago, la Universitat de Nova York, l'Institut Tecnològic d'Illinois, la Institució Oceanogràfica Woods Hole, la UCLA, l'Administració de Serveis de Satèl·lit Ambiental (ESSA), la National Oceanic and Atmospheric Administration (NOAA), la Universitat de Virgínia i la National Aeronautics and Space Administration (NASA).
El 1958 Malkus va col·laborar amb Herbert Riehl i va calcular l'energia estàtica humida mitjana i com variava verticalment per l'atmosfera. Van observar que a altituds de fins a aproximadament 750 hPa l'energia estàtica humida disminuïa amb l'alçada. Per sobre de 750 hPa, l'energia estàtica humida va augmentar amb l'alçada que no s'havia observat ni explicat abans. Riehl i Malkus es van adonar que això devia ser degut a la convecció humida que va començar prop de la superfície i que va continuar augmentant de manera relativament adiabàtica fins a prop de 50.000 peus (15.000 m). Van anomenar aquests núvols "xemeneies sense diluir", però més tard s'anomenarien torres calentes. Van estimar que es necessitarien menys de 5.000 d'aquestes torres diàries als tròpics per donar lloc al perfil d'energia estàtica humida que van observar.
El 1966 es va convertir en la directora del Projecte Stormfury mentre era cap de la Subdivisió de Meteorologia Experimental de l'Institut de Ciències Atmosfèriques de l'Administració de Serveis de Satèl·lit del Medi Ambient. Finalment, es va convertir en la principal investigadora meteorològica de la NASA i va ser autora o coautora de més de 190 articles.

## Premis
- 1954 Va rebre la beca Guggenheim
- 1962 Premi Melsinger de la Societat Americana de Meteorologia (AMS)
- 1963 Seleccionada pel Los Angeles Times com a "Dona de l'any" a Science.[5]
- 1967 Va guanyar una Medalla de Plata del Departament de Comerç pel seu treball amb la Subdivisió de Meteorologia Experimental.[8]
- 1968 Escollit membre de l'AMS.[9]
- 1983 Receptor de la Medalla de Recerca Carl-Gustaf Rossby de l'AMS, el seu màxim honor, per les "contribucions destacades a la comprensió de l'home de l'estructura de l'atmosfera".
- 2002 Va rebre el prestigiós Premi de l'Organització Meteorològica Internacional de l'Organització Meteorològica Mundial.[10]

L'any 2021, la American Meteorological Society va establir el Premi d'Investigació en Meteorologia Tropical Joanne Simpson atorgat a investigadors que fan contribucions destacades per avançar en la comprensió de la física i la dinàmica de l'atmosfera tropical. El destinatari inaugural va ser Kerry H. Cook.